# Seiko Monument
『Seiko Monument』（セイコ・モニュメント）は、松田聖子のベスト・アルバム。1988年7月21日発売。発売元は CBS/SONY RECORDS。

## 解説
CBS・ソニーグループ創立20周年記念特別企画アルバムで「裸足の季節」から1988年最新ヒットシングル「Marrakech〜マラケッシュ〜」をリリース順に収録のA面シングルコレクションで1980年代かつ昭和最後のリリース作品のベスト・アルバム。CDのみ30万枚完全限定生産発売。
1987年にリリースの2枚のシングル「Strawberry Time」「Pearl-White Eve」それぞれのカップリング曲が初CD化された。エキストラ・ディスクとしてDisc 3に2曲だけ収録（Disc1とDisc2が12cmCDに対し、Disc3は8cmCD）の3枚組にディスコグラフィー掲載+1987年発売写真集『five seasons』からの写真を掲載した豪華カラーブックレット封入の特製ジュエルBOX仕様になっている。
2006年7月19日に発売された、74枚組CD BOX『Seiko Matsuda』に、デジタル・リマスタリング仕様、かつLPサイズジャケットにリニューアルされて同梱された。リマスター盤の個別販売はない。なお、このBOXではDisc 3の2曲はDisc 2「Marrakech〜マラケッシュ〜」のあとに収録されている。

## 収録曲

### Disc 1
1. 裸足の季節　（3:45）
  - 作詞：三浦徳子／作曲：小田裕一郎／編曲：信田かずお

資生堂のコマーシャルソングに起用された。オリコン最高12位を記録。
2. 青い珊瑚礁　（3:39）
  - 作詞：三浦徳子／作曲：小田裕一郎／編曲：大村雅朗

同曲で『NHK紅白歌合戦』に初出演した。その『第31回NHK紅白歌合戦』のステージ衣装について、のちに「赤ちゃんみたいな帽子をかぶるか、ギリギリまで悩んだ」というエピソードを披露した（NHK出版「紅白50回 感動と栄光の全記録」より）。オリコン初のベスト10入り（最高2位）。
3. 風は秋色　（4:08）
  - 作詞：三浦徳子／作曲：小田裕一郎／編曲：信田かずお

初めてのオリコンヒットチャート1位獲得曲。この曲以降、当ベスト盤に収録されたシングル曲はすべてを1位獲得している。
4. チェリーブラッサム　（3:21）
  - 作詞：三浦徳子／作曲：財津和夫／編曲：大村雅朗

シングル曲で初めての財津和夫作品。財津からは、1981年から1983年にわたり、楽曲提供を受けた。
5. 夏の扉　（3:30）
  - 作詞：三浦徳子／作曲：財津和夫／編曲：大村雅朗

『第32回NHK紅白歌合戦』歌唱曲。2004年頃、キリンビバレッジ「生茶」のコマーシャルソングに使用されたことがある。
6. 白いパラソル　（3:30）
  - 作詞：松本隆／作曲：財津和夫／編曲：大村雅朗

シングル曲で初めての松本隆作品。なお、初起用はアルバム『Silhouette 〜シルエット〜』（1981年5月21日）。
7. 風立ちぬ　（4:35）
  - 作詞：松本隆／作曲：大瀧詠一／編曲：多羅尾伴内

シングル曲で初めての大瀧詠一作品。
8. 赤いスイートピー　（3:40）
  - 作詞：松本隆／作曲：呉田軽穂／編曲：松任谷正隆

初めての松任谷由実（呉田軽穂）作品。なお、ユーミンの楽曲は、「恋人がサンタクロース」のカバーを含めて全13曲。
9. 渚のバルコニー　（3:43）
  - 作詞：松本隆／作曲：呉田軽穂／編曲：松任谷正隆
10. 小麦色のマーメイド　（3:35）
  - 作詞：松本隆／作曲：呉田軽穂／編曲：松任谷正隆
11. 野ばらのエチュード　（4:04）
  - 作詞：松本隆／作曲：財津和夫／編曲：大村雅朗

『第33回NHK紅白歌合戦』歌唱曲
12. 秘密の花園　（3:30）
  - 作詞：松本隆／作曲：呉田軽穂／編曲：松任谷正隆
13. 天国のキッス　（3:57）
作詞：松本隆／作曲・編曲：細野晴臣
YMOのベーシスト、細野晴臣が初起用された作品。
映画『プルメリアの伝説』主題歌

### Disc 2
1. ガラスの林檎　（3:57）
作詞：松本隆／作曲：細野晴臣／編曲：細野晴臣・大村雅朗
『第34回NHK紅白歌合戦』歌唱曲。
2. SWEET MEMORIES　（4:35）
  - 作詞：松本隆／作曲・編曲：大村雅朗

『第50回NHK紅白歌合戦』歌唱曲
サントリーのコマーシャルソング。2004年頃には、工藤静香のカバーでダイハツ・タントのコマーシャルソングにも使用された。
3. 瞳はダイアモンド　（4:16）
  - 作詞：松本隆／作曲：呉田軽穂／編曲：松任谷正隆
4. Rock'n Rouge　（4:14）
  - 作詞：松本隆／作曲：呉田軽穂／編曲：松任谷正隆

『第35回NHK紅白歌合戦』歌唱曲。「この曲の詞をつけるのに（松本隆が）大変苦労していたようだ」とユーミンが語ったことがある。
5. 時間の国のアリス　（4:44）
  - 作詞：松本隆／作曲：呉田軽穂／編曲：松任谷正隆

リリースした当時は、主演映画『夏服のイヴ』と同名のタイトル曲と両A面的な扱いがなされていた。
6. ピンクのモーツァルト　（3:57）
  - 作詞：松本隆／作曲：細野晴臣／編曲：細野晴臣・松任谷正隆
7. ハートのイアリング　（4:05）
  - 作詞：松本隆／作曲：Holland Rose／編曲：大村雅朗

佐野元春（Holland Rose）提供の楽曲。
8. 天使のウィンク　（4:00）
  - 作詞・作曲：尾崎亜美／編曲：大村雅朗

『第36回NHK紅白歌合戦』歌唱曲。オープン・カーに乗ってステージに登場した。
15作ぶりに、松本隆以外の作家による詞となった。尾崎からはこの楽曲以前に、アルバム『Tinker Bell』（1984年6月10日）において楽曲提供を受けている（「いそしぎの島」 作詞：松本隆）
9. ボーイの季節　（4:35）
  - 作詞・作曲：尾崎亜美／編曲：大村雅朗
10. DANCING SHOES (シングル・バージョン)　（4:07）
  - 作詞・作曲：Paul Bliss・Stephen Kipner／編曲：David Matthews

初めの全篇英語詞ナンバー。
プロモ・オンリーのシングルに収録された、レア・ヴァージョンである。
11. Strawberry Time　（3:58）
  - 作詞：松本隆／作曲：土橋安騎夫／編曲：大村雅朗

『第38回NHK紅白歌合戦』歌唱曲
音楽シーンへの完全復帰第1弾シングル。
12. Pearl-White Eve　（4:47）
  - 作詞：松本隆／作曲：大江千里／編曲：井上鑑

シングルでは初めての、ストレートなクリスマス・ソング。作曲者の大江千里がセルフカバーをしている（2003年12月3日、『Home at Last Senri sings Senri』収録）
13. Marrakech〜マラケッシュ〜　（3:53）
  - 作詞：松本隆／作曲：Steve Kipner・Paul Bliss／編曲：Steve Kipner・Paul Bliss・David Foster

『第39回NHK紅白歌合戦』歌唱曲

### Disc 3 / EXTRA DISC
1. ベルベット・フラワー　（4:16）
  - 作詞：松本隆／作曲：三谷泰弘／編曲：笹路正徳
2. 凍った息　（4:12）
  - 作詞：松本隆／作曲：大江千里／編曲：井上鑑

「Pearl-White Eve」の片面。
冬の情景を歌ったナンバー。